# Прапор Мінської області
Прапор Мінської області — офіційний геральдичний символ Мінської області. Затверджений указом президента Білорусі від 22 листопада 2007 року № 595.
Прапор Мінської області являє собою прямокутне полотнище червоного кольору зі співвідношенням сторін 1:2, у центрі лицьової сторони якого — зображення герба Мінської області.